# Грицайчук Василь Миколайович
Васи́ль Микола́йович Грицайчу́к (20 серпня 1945, Михайлівка, Радивилівського району на Рівненщині — †10 квітня 2008, Михайлівка) — фотохудожник, фотограф, журналіст.
Близько 40 років присвятив роботі в пресі. Його фотороботи друкувалися у місцевих та всеукраїнських виданнях («Прапор перемоги», «Вільне слово», «Сільські Вісті», «Журналіст України»), брав участь в ілюструванні буклетів, брошур. Світлинами В.Грицайчука проілюстрована краєзнавча книга «Радивилів» (Рівне, 2004).
Учасник різноманітних фотовиставок (міста Радивилів, Рівне), де його етюди і жанрові знімки діставали високу оцінку.
Нагороджений Почесною грамотою Державного комітету у справах преси та інформації.

Член Національної спілки журналістів України. За творчий підхід до справи відзначався її секретаріатом і Рівненською обласною організацією.